# Герб Сернансельє
Ге́рб Сернансе́льє — офіційний символ містечка Сернансельє, Португалія. Використовується як територіальний герб. У чорному щиті срібна вежа із червоними вікнами і брамою. Обабіч неї два срібні пшеничні колоски. У главі щита срібний мальтійський хрест. Підніжжя перетяте трьома хвилястими смугами — срібною, синьою і срібною. Щит увінчує срібна мурована містечкова корона з чотирма вежами.  Під щитом біла стрічка, на якій великими літерами напис португальською: «concelho de Sernancelhe» (рада Сернансельє).  Офіційно затверджений 10 квітня 1937 року.  

## Галерея

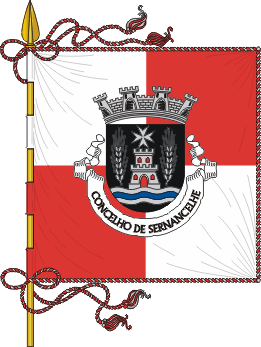
Прапор